# Piriqueta mandrarensis
Piriqueta mandrarensis är en passionsblomsväxtart som beskrevs av Jean-Henri Humbert. Piriqueta mandrarensis ingår i släktet Piriqueta och familjen passionsblomsväxter. Inga underarter finns listade i Catalogue of Life.